# Ludovico Jacobilli
Ludovico Jacobilli, né le 13 juin 1598 à Rome et mort le 13 mars 1664 à Foligno (Italie), est un historien italien.

## Biographie
Ludovico Jacobilli naquit à Rome le 13 juin 1598. Le cardinal Baronius, qui était son parrain, lui inspira de bonne heure le goût ou plutôt la passion des recherches historiques et hagiographiques ; et Jacobilli, retiré à Foligno, d’où sa famille était originaire, s’y forma une bibliothèque considérable à cette époque pour un simple (elle était d’environ huit mille volumes) ; et il ne cessa, pendant sa longue carrière, d’amasser des matériaux pour l’histoire civile, ecclésiastique, généalogique et littéraire de l’Ombrie et des provinces voisines. Il mourut à Foligno le 13 mars 1664 (voy. Mandosio, Biblioth. rom., p. 56), après avoir publié vingt-sept volumes, la plupart en italien, et tous imprimés à Foligno, depuis 1626 jusqu’à 1659.

## Œuvres
- Vite de’ santi e beati di Foligno, etc., 1628, in-4°.
- Vite de’ santi e beati di Gualdo e della regione di Taino nell’Umbria, 1638, in-4°.
- Discorso della città di Foligno, cronologia de’ vescovi, governatori e podestà, etc., 1646 in-4° de 96 pages. On y trouve la série des podestats (ordinairement annuels) de cette ville, depuis 1198 jusqu’à 1642, et le tableau de la population de tous les châteaux et villages du diocèse de Foligno, avec une précision si minutieuse qu’on y indique jusqu’aux localités qui n’ont que deux ou trois habitants.
- Cronica della chiesa e monastero Santa-Croce di Sassovino, nel territorio di Foligno, 1653, in-4°.
- Di Nocera nell’Umbria e sua diocesi, e cronologia de’ vescovi di essa città, 1653, in-4° de 140 pages avec des armoiries gravées en bois.
- Vite de’ santi e beati dell’Umbria e di quelli, i corpi de’ quali riposano in essa provincia, 1647 et suivantes, 3 vol. in-fol.
- Bibliotheca Umbriæ, sive de scriptoribus provincie Umbriæ, volumen primum (et unicum), 1658, in-4° de 323 pages. Après une courte description de la province d’Ombrie, qui n’occupe pas vingt pages, il donne, suivant l’ordre alphabétique de leurs prénoms, le catalogue de tous les écrivains ombriens, anciens et modernes, depuis Achilles Ægidius a Montefalco jusqu’à Zampolus Primaparte de Primolis, avec la liste de leurs ouvrages tant imprimés que manuscrits, mais sans aucun jugement critique, et avec peu de précision bibliographique. On voit parmi ces écrivains cinq papes, soixante-treize évêques ou archevêques, trois empereurs et dix femmes. Le nombre total s’élève à neuf cent quarante-six, parmi lesquels la ville de Pérouse en a seule fourni deux cent trente-sept, Foligno cent vingt-cinq, Gubbio cent quinze, Trani quarante-cinq, Spolète, Assise et Camerino, chacune trente-cinq, etc. Un appendix ou supplément, qui termine le volume, indique encore trente-cinq auteurs omis dans le cours de l’ouvrage, ce qui en porte le nombre total à environ neuf cent quatre-vingts. Quoique le père Agostino Oldoini, jésuite, ait donné depuis, dans son Atheneum romanum, une bibliographie plus étendue des écrivains de Pérouse, l’ouvrage de Jacobilli n’en est pas moins précieux pour l’histoire littéraire du reste de la province ; et il est étonnant que cet estimable et fécond écrivain n’ait aucun article dans les dictionnaires historiques, même dans les dernières éditions publiées à Naples ou à Bassano.
- Vita della B. Angelina (Corbara) institutrice delle monache claustrali del terz’ordine di S. Francesco ; con le vite di tre beati della famiglia de’ Montemarti, edite da D. Tadeo Terzi, Bologne, 1659, in-4°.
- Vite del Santiss. sommo pontefice Pio V, del B. Bonaparte[1], della B. Filippa, e delli servi di Dio P. Paolo, uno de’ quattro institutori de’ Teatini, e del P. D. Francesco riformatore ed ampliatore della congregatione di S. Salvatore di Bologna, tutti cinque della famiglia Ghisiliera, con un elogio genealogico sopra 112 huomini illustri de’ Ghisilieri, Foligno, 1661, in-4° de 118 pages. L’auteur fait remonter l’origine de la famille Ghisilieri jusqu’au temps de Charlemagne, et cite partout en marge les chartes et pièces justificatives. Jacobilli donne lui-même (Bibl. Umbr., p. 189) le détail de trente-cinq ouvrages manuscrits de sa composition, dont le plus important est une chronique de la ville de Foligno, en un très-gros volume ; il est à croire qu’on la conserve dans quelque bibliothèque d’Italie.